# 北海道第11区
北海道第11区（ほっかいどうだい11く）は、日本の衆議院議員総選挙における選挙区。1994年（平成6年）の公職選挙法改正で設置。

## 区域
2013年（平成25年）公職選挙法改正以降の区域は以下のとおりである。全国でも、隣の北海道第12区に次いで面積が広い。
- 帯広市
- 北海道十勝総合振興局管内

1994年（平成6年）公職選挙法改正から2013年の小選挙区改定までの区域は以下のとおりである。
- 帯広市
- 十勝支庁管内

## 歴史
中川一郎時代から続く中川家の地盤であり、その圧倒的な強さから「中川王国」とまで呼ばれた。その地盤を受け継いだ中川昭一は、中選挙区時代を含め連続8回当選。小選挙区になって以降も、有権者30万人弱の選挙区で、多いときで次点に6万票の差をつける強さを誇ってきた。
しかし、麻生内閣の財務大臣としてローマで開かれていたG7財務大臣・中央銀行総裁会議に出席していた中川昭一は会議後の記者会見で呂律が回らず朦朧状態になるという大失態を犯し、メディアや党内外から批判を浴びる事態となった。以前より酒癖の悪さが指摘されており度々トラブルも起こしていたが第45回衆議院議員総選挙では、前述の問題に加えて自民党全体への逆風が吹き荒れたこともあり民主党の石川知裕に3万票近い差をつけられて敗れ、46年間続いた中川王国は崩壊した。中川昭一は比例北海道ブロック自民党の3位であったが、この選挙では自民党が大惨敗し比例北海道ブロックでも2議席の獲得に留まったため比例復活も叶わなかった。選挙前から体調不良に悩まされていが中川昭一だったが、10月3日に56歳で急逝し、暫くの間11区の自民党候補は空白となった。一方の石川も陸山会事件に絡む政治資金規正法違反で逮捕され、2010年2月に起訴されたことを受け、民主党を離党した。議員辞職はしなかったものの、一時期国政の二大政党において11区を地盤とする議員が不在となる異常事態に陥った。
次の第46回衆議院議員総選挙では死去した中川昭一に代わり地盤を受け継いだ妻の中川郁子が出馬、石川も無所属を経て入党していた新党大地から出馬した。一方民主党は同区に候補者を立てず自主投票としている。選挙の結果、中川郁子が石川を破って初当選し雪辱を果たした。
第47回衆議院議員総選挙では、石川は公民権停止期間中のため出馬できず、民主党は新人を擁立したが、前回以上の差で中川郁子が再び当選した。第48回衆議院議員総選挙では当初石川が出馬予定だったが、2017年9月28日に衆議院が解散し、10月10日に公示となったため10月24日に公民権が回復する石川は出馬が不可能となり、民進党は妻の石川香織を擁立することになった。その後民進党の分裂により立憲民主党からの出馬となった石川香織が当選し、中川郁子は比例復活もできなかった。なお石川知裕は公民権回復後の2019年北海道知事選挙に出馬したが、大差で落選している。
第49回衆議院議員総選挙も前回同様に石川香織と中川郁子の一騎打ちになって石川香織が再選したものの、前回より差が詰められたため中川郁子の比例復活を許す結果となった。
第50回衆議院議員総選挙では石川香織と中川郁子に加え日本共産党が元中札内村議を擁立した事で三つ巴となったが、石川香織が自民党の裏金問題影響もあった中川郁子の比例復活を許さずに三選となった。

## 小選挙区選出議員
| 選挙名                 | 年                 | 当選者   | 党派         |
| ---------------------- | ------------------ | -------- | ------------ |
| 第41回衆議院議員総選挙 | 1996年（平成8年）  | 中川昭一 | 自由民主党   |
| 第42回衆議院議員総選挙 | 2000年（平成12年） | 中川昭一 | 自由民主党   |
| 第43回衆議院議員総選挙 | 2003年（平成15年） | 中川昭一 | 自由民主党   |
| 第44回衆議院議員総選挙 | 2005年（平成17年） | 中川昭一 | 自由民主党   |
| 第45回衆議院議員総選挙 | 2009年（平成21年） | 石川知裕 | 民主党       |
| 第46回衆議院議員総選挙 | 2012年（平成24年） | 中川郁子 | 自由民主党   |
| 第47回衆議院議員総選挙 | 2014年（平成26年） | 中川郁子 | 自由民主党   |
| 第48回衆議院議員総選挙 | 2017年（平成29年） | 石川香織 | 旧立憲民主党 |
| 第49回衆議院議員総選挙 | 2021年（令和3年）  | 石川香織 | 立憲民主党   |
| 第50回衆議院議員総選挙 | 2024年（令和6年）  | 石川香織 | 立憲民主党   |

## 選挙結果
時の内閣：第1次石破内閣 解散日：2024年10月9日 公示日：2024年10月15日
当日有権者数：27万5871人 最終投票率：59.90%（前回比：3.61%） （全国投票率：53.85%（2.08%））
| 当落 | 候補者名 | 年齢 | 所属党派   | 新旧 | 得票数   | 得票率 | 惜敗率 | 推薦・支持               | 重複 |
| ---- | -------- | ---- | ---------- | ---- | -------- | ------ | ------ | ------------------------ | ---- |
| 当   | 石川香織 | 40   | 立憲民主党 | 前   | 84,522票 | 52.25% | ――     | 社会民主党北海道連合支持 | ○    |
|      | 中川郁子 | 65   | 自由民主党 | 前   | 66,877票 | 41.34% | 79.12% | 公明党・新党大地推薦     | ○    |
|      | 佐藤耕平 | 48   | 日本共産党 | 新   | 10,367票 | 6.41%  | 12.27% |                          |      |

時の内閣：第1次岸田内閣 解散日：2021年10月14日 公示日：2021年10月19日
当日有権者数：28万3874人 最終投票率：63.51%（前回比：0.28%） （全国投票率：55.93%（2.25%））
| 当落 | 候補者名 | 年齢 | 所属党派   | 新旧 | 得票数   | 得票率 | 惜敗率 | 推薦・支持               | 重複 |
| ---- | -------- | ---- | ---------- | ---- | -------- | ------ | ------ | ------------------------ | ---- |
| 当   | 石川香織 | 37   | 立憲民主党 | 前   | 91,538票 | 51.75% | ――     | 社会民主党北海道連合支持 | ○    |
| 比当 | 中川郁子 | 62   | 自由民主党 | 元   | 85,336票 | 48.25% | 93.22% | 公明党・新党大地推薦     | ○    |

時の内閣：第3次安倍第3次改造内閣 解散日：2017年9月28日 公示日：2017年10月10日
当日有権者数：29万399人 最終投票率：63.79%（前回比：4.15%） （全国投票率：53.68%（1.02%））
| 当落 | 候補者名 | 年齢 | 所属党派   | 新旧 | 得票数   | 得票率 | 惜敗率 | 推薦・支持       | 重複 |
| ---- | -------- | ---- | ---------- | ---- | -------- | ------ | ------ | ---------------- | ---- |
| 当   | 石川香織 | 33   | 立憲民主党 | 新   | 98,214票 | 54.47% | ――     |                  | ○    |
|      | 中川郁子 | 58   | 自由民主党 | 前   | 82,096票 | 45.53% | 83.59% | 公明党・新党大地 | ○    |

時の内閣：第2次安倍改造内閣 解散日：2014年11月21日 公示日：2014年12月2日
当日有権者数：28万7275人 最終投票率：59.64%（前回比：1.35%） （全国投票率：52.66%（6.66%））
| 当落 | 候補者名 | 年齢 | 所属党派   | 新旧 | 得票数   | 得票率 | 惜敗率 | 推薦・支持       | 重複 |
| ---- | -------- | ---- | ---------- | ---- | -------- | ------ | ------ | ---------------- | ---- |
| 当   | 中川郁子 | 55   | 自由民主党 | 前   | 87,118票 | 52.22% | ――     | 公明党、新党改革 | ○    |
|      | 三津丈夫 | 68   | 民主党     | 新   | 61,405票 | 36.81% | 70.48% |                  | ○    |
|      | 畑中庸助 | 63   | 日本共産党 | 新   | 18,303票 | 10.97% | 21.01% |                  |      |

- 三津は2015年の北海道議会議員選挙（帯広市選挙区）に民主党公認で立候補し当選。

時の内閣：野田第3次改造内閣 解散日：2012年11月16日 公示日：2012年12月4日 最終投票率：60.99% （全国投票率：59.32%（9.96%））
| 当落 | 候補者名 | 年齢 | 所属党派   | 新旧 | 得票数   | 得票率 | 惜敗率 | 推薦・支持       | 重複 |
| ---- | -------- | ---- | ---------- | ---- | -------- | ------ | ------ | ---------------- | ---- |
| 当   | 中川郁子 | 53   | 自由民主党 | 新   | 86,719票 | 50.99% | ――     | 公明党、新党改革 | ○    |
| 比当 | 石川知裕 | 39   | 新党大地   | 前   | 70,112票 | 41.23% | 80.85% | 日本未来の党     | ○    |
|      | 渡辺紫   | 64   | 日本共産党 | 新   | 13,235票 | 7.78%  | 15.26% |                  |      |

- 石川は第26回参議院議員通常選挙に北海道選挙区から立憲民主党公認で立候補したが落選。第50回は比例北海道ブロック単独で立候補したが落選。

時の内閣：麻生内閣 解散日：2009年7月21日 公示日：2009年8月18日 （全国投票率：69.28%（1.77%））
| 当落 | 候補者名 | 年齢 | 所属党派   | 新旧 | 得票数    | 得票率 | 惜敗率 | 推薦・支持 | 重複 |
| ---- | -------- | ---- | ---------- | ---- | --------- | ------ | ------ | ---------- | ---- |
| 当   | 石川知裕 | 36   | 民主党     | 前   | 118,655票 | 54.03% | ――     |            | ○    |
|      | 中川昭一 | 56   | 自由民主党 | 前   | 89,818票  | 40.90% | 75.70% |            | ○    |
|      | 渡辺紫   | 60   | 日本共産党 | 新   | 11,140票  | 5.07%  | 9.39%  |            | ○    |

時の内閣：第2次小泉改造内閣 解散日：2005年8月8日 公示日：2005年8月30日 （全国投票率：67.51%（7.65%））
| 当落 | 候補者名   | 年齢 | 所属党派   | 新旧 | 得票数    | 得票率 | 惜敗率 | 推薦・支持 | 重複 |
| ---- | ---------- | ---- | ---------- | ---- | --------- | ------ | ------ | ---------- | ---- |
| 当   | 中川昭一   | 52   | 自由民主党 | 前   | 107,506票 | 51.62% | ――     |            | ○    |
|      | 石川知裕   | 32   | 民主党     | 新   | 84,626票  | 40.63% | 78.72% |            | ○    |
|      | 長谷部昭夫 | 61   | 日本共産党 | 新   | 16,145票  | 7.75%  | 15.02% |            |      |

- 石川は2007年、荒井聰の北海道知事選挙出馬に伴う議員辞職により繰り上げ当選（比例復活）。

時の内閣：第1次小泉第2次改造内閣 解散日：2003年10月10日 公示日：2003年10月28日 （全国投票率：59.86%（2.63%））
| 当落 | 候補者名   | 年齢 | 所属党派   | 新旧 | 得票数    | 得票率 | 惜敗率 | 推薦・支持 | 重複 |
| ---- | ---------- | ---- | ---------- | ---- | --------- | ------ | ------ | ---------- | ---- |
| 当   | 中川昭一   | 50   | 自由民主党 | 前   | 112,210票 | 62.05% | ――     |            | ○    |
|      | 山内恵子   | 63   | 社会民主党 | 前   | 52,395票  | 28.97% | 46.69% |            | ○    |
|      | 長谷部昭夫 | 59   | 日本共産党 | 新   | 16,235票  | 8.98%  | 14.47% |            |      |

- 山内は第42回は比例北海道ブロック単独で出馬して当選。

時の内閣：第1次森内閣 解散日：2000年6月2日 公示日：2000年6月13日 （全国投票率：62.49%（2.84%））
| 当落 | 候補者名 | 年齢 | 所属党派   | 新旧 | 得票数    | 得票率 | 惜敗率 | 推薦・支持 | 重複 |
| ---- | -------- | ---- | ---------- | ---- | --------- | ------ | ------ | ---------- | ---- |
| 当   | 中川昭一 | 46   | 自由民主党 | 前   | 112,297票 | 57.74% | ――     |            | ○    |
|      | 出田基子 | 53   | 民主党     | 新   | 57,486票  | 29.56% | 51.19% |            | ○    |
|      | 浅沼双枝 | 45   | 日本共産党 | 新   | 24,717票  | 12.71% | 22.01% |            |      |

時の内閣：第1次橋本内閣 解散日：1996年9月27日 公示日：1996年10月8日 （全国投票率：59.65%（8.11%））
| 当落 | 候補者名 | 年齢 | 所属党派   | 新旧 | 得票数   | 得票率 | 惜敗率 | 推薦・支持 | 重複 |
| ---- | -------- | ---- | ---------- | ---- | -------- | ------ | ------ | ---------- | ---- |
| 当   | 中川昭一 | 43   | 自由民主党 | 前   | 97,428票 | 53.53% | ――     |            | ○    |
|      | 池本柳次 | 49   | 民主党     | 新   | 67,250票 | 36.95% | 69.03% |            | ○    |
|      | 佐藤糸江 | 50   | 日本共産党 | 新   | 17,319票 | 9.52%  | 17.78% |            |      |

- 池本は1999年の北海道議会議員選挙（十勝地域選挙区）に立候補し当選。